# トリクシー・ヴォラク
トリクシー・ヴォラク（Trixi Worrack、1981年9月28日 - ）は、ドイツ、コトブス出身の女子自転車競技（ロードレース）選手。

## 来歴
1998年
- ロードレース世界選手権・ジュニア個人タイムトライアル(ITT) 優勝

1999年
- ロードレース世界選手権
  - ジュニア個人ロードレース 2位
  - ジュニアITT 3位

2002年
- ヨーロッパ自転車競技選手権大会・（U23）ロードレース 優勝

2003年
- ドイツ選手権・個人ロードレース 優勝

2004年
- ツール・ド・ロード・フェミナン 総合優勝
- クラスナ・リパ・ツアー 総合優勝
- ジロ・デッラ・トスカーナ・インテルナティオナーレ・フェッミニーレ 総合優勝

2005年
- ツール・ド・ロード・フェミナン 総合2位

2006年
- ツール・ド・ロード・フェミナン 総合3位
- ロードレース世界選手権
  - 個人ロードレース 2位
  - ITT 9位
- テューリンゲン・ルントファールト 総合3位

2007年
- ツール・ド・ロード・フェミナン 総合2位

2008年
- ドイツ選手権・ポイントレース 優勝
- ツール・ド・ロード・フェミナン 総合3位
- テューリンゲン・ルントファールト 総合2位
- 世界選手権・個人ロードレース 5位

2009年
- ドイツ選手権・ITT 優勝
- グラツィア・オルロヴァ 総合優勝
- ツール・ド・ロード・フェミナン 総合2位

2010年
- ツール・ド・フェミナン＝クラースカ・リーパ 総合優勝
- 世界選手権・個人ロードレース 7位

2012年
- レディス・ツアー・オブ・カタール 総合2位
- テューリンゲン・ルントファールト 総合2位
- オープン・ド・スエド・ヴォルゴルダ チームタイムトライアル（UCI女子ロードワールドカップ2012対象レース） 優勝（シャルロッテ・ベッカー、アンバー・ネーベン、イナ＝ヨーコ・トイテンベルク、エレオノラ・ファン・ダイク、エヴェリン・スティーヴンス）
- ロードレース世界選手権
  -  ロードレース世界選手権・チームタイムトライアル 優勝（シャルロッテ・ベッカー、アンバー・ネーベン、イナ＝ヨーコ・トイテンベルク、エレオノラ・ファン・ダイク、エヴェリン・スティーヴンス）
  - ITT 8位